# 金牛山脈 (月球)
金牛山脉（Montes Taurus）是在月球上一处崎岖、杂乱的山区。它坐落于月球正面东北区的澄海东部，其中心月面坐标为北纬27.32°、东经40.34°，绵延170公里左右。
相比其他模糊不清的已命名月球山脉，金牛山脉更加令人印象深刻，它是一广阔且无锯齿边界的丘陵山区，山脉最大高度介于基尔霍夫陨石坑和纽康陨石坑之间（高出澄海4.9公里，也即高出月表平均海拨2.1公里）。
该山脉中嵌入有众多的陨石坑，其中西南侧是罗默陨石坑、东北部则坐落着纽康陨石坑，一些卫星坑也遍布在金牛山脉各处。该区域的西南侧是已标示的陶拉斯-利特罗谷，阿波罗17号载人飞船的着陆点。

## 命名
金牛山脉是以土耳其南部的托鲁斯山脉（又称作"金牛山脉"）命名，该名字出现约翰·赫维留的月面图中，他用它来命名月表陆地特征后，但他又将该名称（以"Mons Taurus"的格式）指定于了另一完全不同的特征-"第谷环形山"明亮的光束之一。图中该项目被定为"陶里卡·克森尼索"（Taurica Chersonnesus），因为赫维留想将月球上的区域与地中海附近各区建立一种对应关系，在他的月图上，该月球区域对应克里米亚（史称"陶里斯"或"陶里卡·克森尼索"）。后来月球制图者就开始称它为金牛山脉。1935年该名字被国际天文学联合会认可接受。

## 参考文献

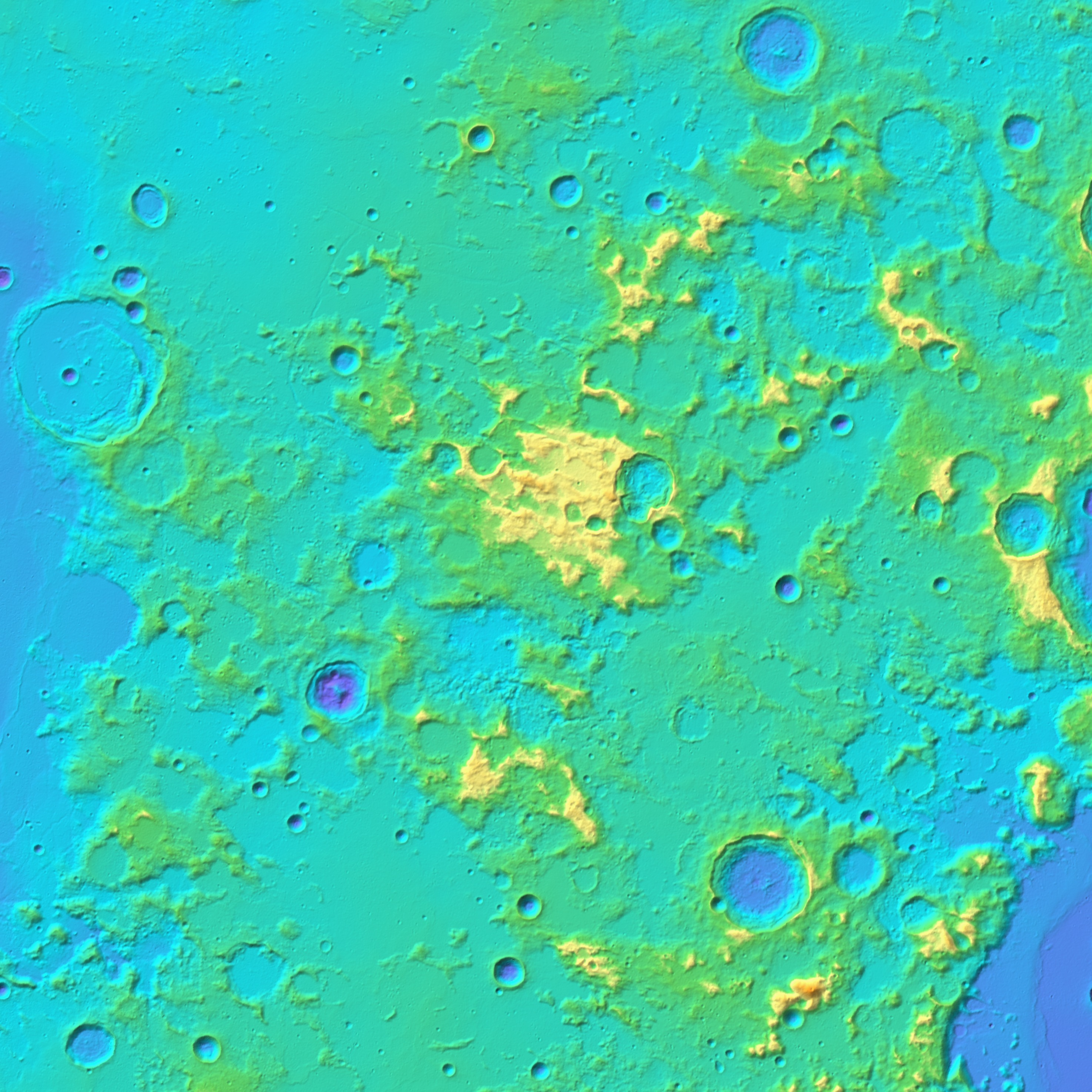
海拨图(黄色部分是高地，蓝色部分为低地)